# Église Saint-Georges de Trappes
L'église Saint-Georges est située en France, à Trappes dans les Yvelines.

## Histoire

### La première église
En 1003, il existe déjà une église à Trappes dédiée à saint Georges. Cette église était sombre et humide. Comme elle était en contrebas de la rue de deux pieds (environ 60 centimètres), on y accédait en descendant deux marches et par six marches du côté du cimetière. Lors de pluies importantes, l'église se trouvait inondée ce qui expliquait l'humidité constante des lieux. Plusieurs autels s'y trouvaient, consacrés à sainte Barbe, sainte Catherine, saint Antoine, saint Sébastien, saint Pierre et une chapelle à saint Nicolas,.

### Église Saint-Georges
L'église Saint-Georges de Trappes a été édifiée entre le IXe et le XIIe siècle. Une habitante de Trappes partit le 8 novembre 1230 pour le tombeau du Christ à Jérusalem. En 1599, le clocher vétuste s’effondra et fut réparé et recouvert de tuiles en 1602. 
Aux environs de 1700, l’église qui présentait un état lamentable est démolie et reconstruite de 1701 à 1703. Seul subsiste de l'édifice originel, le clocher, tour quadrangulaire pseudo-romane pourvue de quatre contreforts d'angles, qui a résisté aux bombardements du 1er juin 1944. La nef a été reconstruite en 1964, comme le mentionne une inscription en chiffres romains sur le fronton d’une porte de la façade nord, par les architectes Claustre et Jegou. Dans un souci d'harmonie avec l'architecture extérieure, l'autel est reconstruit en meulière. Le Christ en croix, en bois, endommagé par les bombardements et restauré par un paroissien dans les années 1950, M. Laurent, viendrait de l’abbaye de Port-Royal dans la vallée de Chevreuse ; il daterait donc du XVIIe siècle. Les fonts baptismaux sont placés à droite de l'autel et le baptistère, qui sert pour les baptêmes, est d’époque Louis XIV. La cuve est en marbre des Pyrénées. La cloche qu'elle abritait, baptisée « Marguerite-Élisabeth » en 1647, est fêlée lors d'une cérémonie pendant l'entre-deux guerres. Elle a été refondue en deux cloches plus petites, toujours utilisées aujourd'hui.
La croix d’Auleau, du XVe siècle, près de l'église Saint-Georges, place Monseigneur Romero, jadis l'ancien cimetière. Ce haut fût monolithe, surmonté d'une croix en fer, figure sur le plan dressé par le frère Germain en 1700 pour la construction d'une nouvelle église, il constituait probablement le socle de la croix d'Auleau, cité dans le Livre vert.
La piscine liturgique de l'église Saint-Georges : l'église, construite entre le IXe et le XIIe siècle est démolie en 1700, seule subsiste cette piscine, du XIIIe ou XIVe siècle, sculptée aux parois ornées d'une fleur de lis extrêmement stylisée et d'une branche d'olivier. Celle-ci était autrefois destinée à recueillir l'eau utilisée lors des baptêmes par aspersion. Naguère, cette piscine contenait l'eau bénite avec laquelle les fidèles se signaient en entrant dans l'église. D'une largeur de 73 cm, d'une longueur de 76 cm et d'une profondeur de 37 cm, elle se trouve aujourd'hui au Centre Technique Municipal (CTM).

## Fêtes locales
Autrefois le jour de la Saint-Georges avait lieu une procession du pain bénit. Au milieu d'une grande couronne de pain trônait un sapin orné de rubans multicolores. Des couronnes et des brioches étaient ensuite distribuées par les jeunes gens au cours d'une quête dont le produit payait un banquet. Cette fête était organisée chaque année au profit d'un quartier différent.
Il  existait  une  tradition  enfantine,  similaire  à Halloween:  cela  se déroulait à la Pentecôte, s’appelait « le Pâqueret », consistant à passer de maison en maison quémander à manger, tout en jetant des mots insolents à ceux qui refusaient de donner quelque chose; ils en faisaient le partage à la fin de la journée.
Sans date fixe il existait à Trappes, au XIXe siècle, une procession des enfants. Des statues saintes étaient promenées et les adolescents tenaient des oriflammes et des branches vertes en chantant des cantiques. La cérémonie se terminait par une quête au profit des enfants malheureux et une distribution de gâteaux.

## Coutumes et confrérie

### Coutumes
Lors de la "messe de retour", le dimanche suivant les noces, une quenouille enrubannée était remise à la jeune mariée. Très ancienne, cette coutume existait encore à l'orée du XXe siècle après avoir subi une éclipse de 1871 à 1875.  
À Trappes, au XIXe siècle, les conscrits devaient coudre un sachet de miettes du pain bénit de la Saint Georges et faire une neuvaine à ce saint.

### Confrérie charitable
Les Dames de Saint Cyr avaient à Trappes un local réservé à l'accueil et au logement des pauvres de passage. Elles entretenaient, également, des enfants trouvés et payaient une personne chargée de leur éducation. Les 110 membres de la confrérie du Saint Sacrement, créée en 1672, se relayaient pour porter les morts au cimetière.